# 維舍拉河 (維切格達河支流)
維舍拉河是俄羅斯的河流，位於科密共和國，屬於維切格達河的右支流，河道全長247公里，流域面積8,780平方公里，河道在11月至4月期間被冰封。